# Марчазо (Маса-Карара)
Марчазо је насеље у Италији у округу Маса-Карара, региону Тоскана.
Према процени из 2011. у насељу је живело 92 становника. Насеље се налази на надморској висини од 414 м.